# 在横浜大韓民国総領事館
在横浜大韓民国総領事館（ざいよこはまだいかんみんこくそうりょうじかん、朝: 주요코하마 대한민국 총영사관、英: Consulate General of South Korea, Yokohama）は、韓国が日本の神奈川県横浜市に設置している総領事館である。神奈川県・静岡県・山梨県を管轄。

## 所在地
| 日本語 | 〒 231-0862 神奈川県横浜市中区山手町118                |
| 英語   | 118, Yamatecho, Naka-ku、Yokohama-shi、Kanagawa, Japan |

## ギャラリー

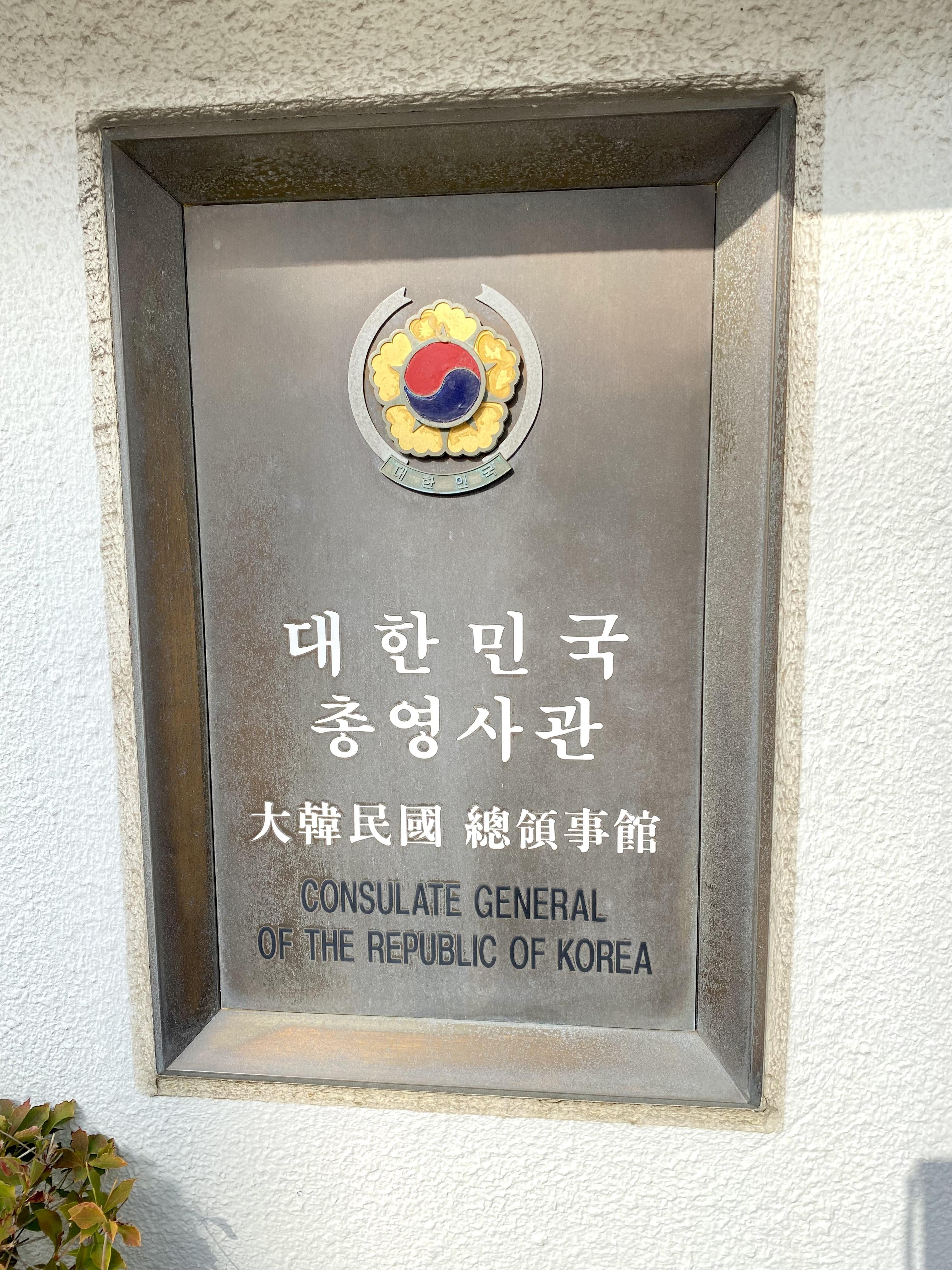
在横浜大韓民国総領事館プレート